# Jean-Jacques Caffieri
 Jean-Jacques Caffieri, född 29 april 1735 i Paris, död 22 juni 1792, var fransk skulptör och konsthantverkare av italiensk härkomst.

## Biografi
Jean-Jacques Caffieri kom från en familj av italienska skulptörer, som hade flyttat till Frankrike under kardinal Mazarins förmyndarregering. Hans far Jacques Caffieri och hans äldre bror Philippe Caffieri var också skulptörer.
Jean-Jacques Caffieri var ogift och hade inga barn. Efter en tid som stipendiat vid Villa Medici i Rom 1749 – 53, och som student vid Francois Lemoyne, började han 1757 vid Académie Royale de Peinture et de Sculpture i Frankrike. Skolad i Rom och påverkad av Berninis konst var han en sentida företrädare för senbarockens storslagna och måleriska stil. Som konsthantverkare gjorde kan sin största insats inom möbelkonsten.
I sitt arbete som skulptör gjorde Caffieri byst- eller helfigursporträtt av många stora män, som Pierre Corneille, Thomas Corneille, Philippe Quinault, Jean de la Fontaine och Jean-Philippe Rameau, samt monument till Richard Montgomery i St. Paulus kapell i New York.

## Verk i urval
- Skulpturer av Caffieri
- Buste of the comte de Muy Louis Nicolas Victor de Félix d'Ollières av Jean-Jacques Caffieri, Metropolitan Museum of Art i New York (1776)
- Porträttbyst av en ung dam i terrakotta (California Palace of the Legion of Honor)

### Allmänna källor
- Bra Böckers lexikon, 1973